# 金子有卿

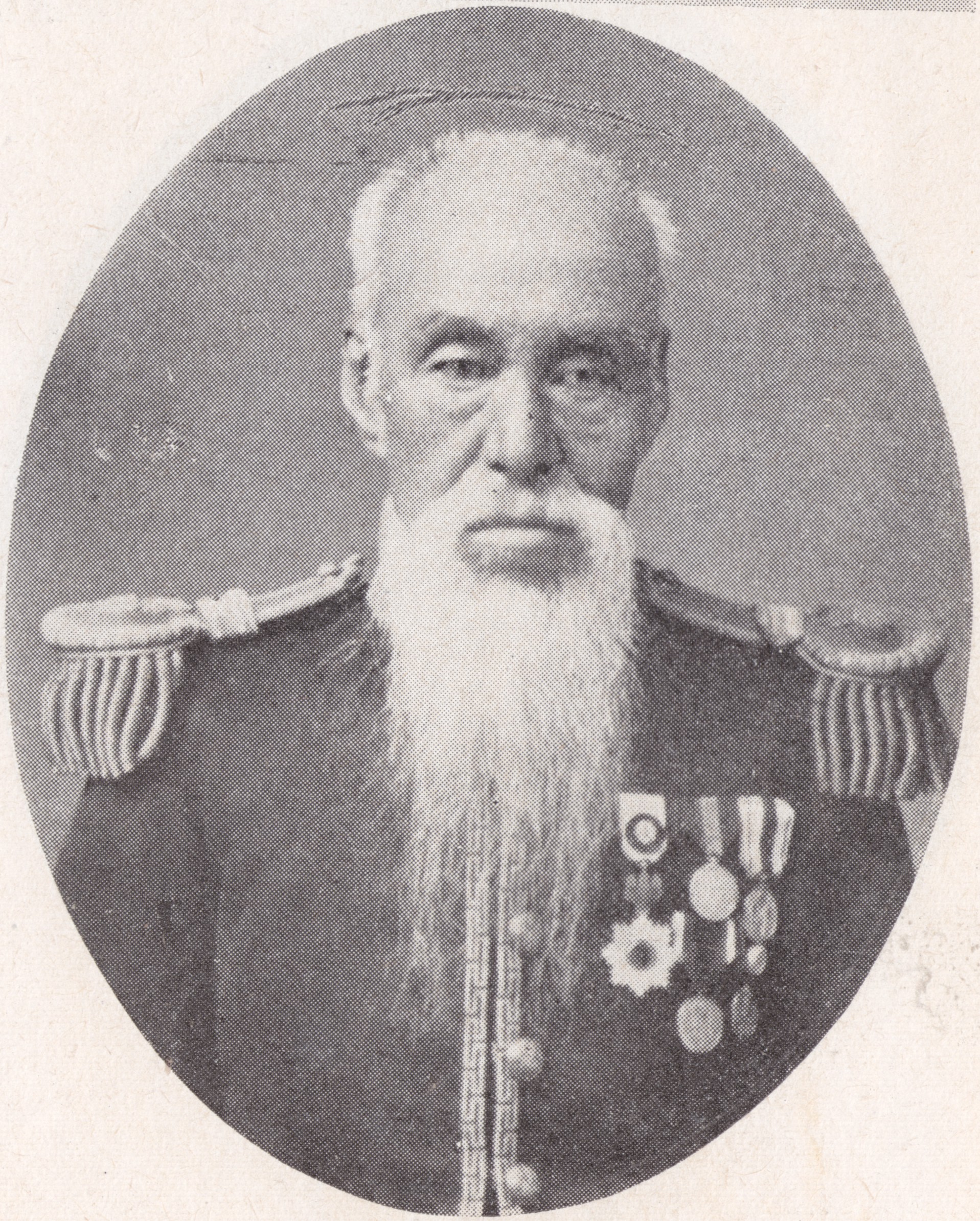
金子有卿

金子 有卿（かねこ ありのり、1846年1月18日（弘化2年12月21日）- 1923年（大正12年）1月16日）は、日本の政治家、神職、華族。貴族院男爵議員。有郷と表記される場合がある。

## 経歴
石見国安濃郡川合村（現島根県大田市川合町川合）で物部神社社家・金子有久の二男として生まれる。元治元年7月7日（1864年8月8日）父の隠居に伴い家督を相続し第47代石見国造となる。1875年（明治8年）9月、華族に列せられ、1884年（明治17年）7月8日、男爵を叙爵した。
明治4年（1871年）物部神社権宮司に就任し、権大講義、大教正、神道大社教副管長などを歴任。明治元年（1868年）から川合国漢塾を設け神道教育と共に国漢教育を行い、また、皇典講究所委員にも就任した。雅楽管弦、歌道に精通し、御歌所講頌、御歌会参候も務めた。
1890年（明治23年）7月10日、貴族院男爵議員に選出され、1911年（明治44年）7月9日まで3期在任した。

## 著作
- 『年中拝辞略』西橋忠昭、1885年。
- 福羽美静答、金子有卿 問、野村伝四郎編『礼節問答』八屋書店、1894年。

## 親族
- 妻：金子瀧子（綾小路俊賢二女）[1][4]
  - 長男：金子有道（歌人・貴族院男爵議員）[1]